# KCNK4
El miembro 4 de la subfamilia K del canal de potasio es una proteína que en humanos está codificada por el gen KCNK4 . Los canales de proteína KCNK4 también se denominan canales TRAAK.

## Función
Los canales de potasio juegan un papel en muchos procesos celulares, incluido el mantenimiento del potencial de acción, la contracción muscular, la secreción de hormonas, la regulación osmótica y el flujo de iones. Este gen codifica la proteína K2P4.1, un canal iónico regulado por lípidos que pertenece a la superfamilia de proteínas del canal de potasio que contiene dos dominios P formadores de poros. K2P4.1 homodimeriza y funciona como un canal rectificador hacia afuera. Se expresa principalmente en los tejidos neurales y es estimulado por el estiramiento de la membrana y los ácidos grasos poliinsaturados.
Los canales TRAAK se encuentran en las neuronas de los mamíferos y son parte de una familia de proteínas de canales de potasio de rectificación débil hacia adentro. Esta subfamilia de canales de potasio está activada mecánicamente. El terminal C de TRAAK tiene un grupo cargado que es importante para mantener las propiedades mecanosensibles del canal.
TRAAK solo se expresa en tejido neuronal y se puede encontrar en el cerebro, la médula espinal y la retina, lo que sugiere que tiene una función más allá de la mecanotransducción en términos de excitabilidad neuronal. Los niveles más altos de expresión de TRAAK se encuentran en el sistema olfativo, la corteza cerebral, la formación del hipocampo, la habénula, los ganglios basales y el cerebelo. Los canales TRAAK se activan mecánicamente cuando hay una curvatura convexa en la membrana que altera la actividad del canal. Se cree que los canales TRAAK tienen un papel en la búsqueda de caminos axonales, la motilidad del cono de crecimiento y el alargamiento de neuritas, así como posiblemente un papel en la detección del dolor o el tacto.